# Max van der Meulen
Max van der Meulen (Utrecht, 13 januari 2004) is een Nederlands wielrenner.

## Carrière
Als tweedejaars junior, in 2022, behoorde Van der Meulen tot de wereldtop. In mei van dat jaar werd hij vierde in de Ronde van Vlaanderen voor junioren en vijfde in het eindklassement van de Ronde van de Vaud. Zijn eerste overwinning op UCI-niveau volgde in juni, toen hij de beste was in de Alpenklassieker. In de wegwedstrijd op het Nederlandse kampioenschap eindigde hij op plek 74. Een week later werd hij vijfde op het Europese kampioenschap. Diezelfde maand was hij de beste in de Slowaakse etappekoers Medzinárodné dni cyklistiky Dubnica nad Váhom en de Nederlandse Watersley Junior Challenge. In Aubel-Thimister-Stavelot won hij de slotrit. In het eindklassement bleef enkel Roman Ermakov hem voor. Een maand voor aanvang van het wereldkampioenschap reed Van der Meulen de Ronde van de DMZ, een Zuid-Koreaanse vijfdaagse etappekoers. In elk van de vijf etappes eindigde hij bij de beste vier renners, waarna hij het eindklassement op zijn naam schreef. Op het WK, waar Van der Meulen als een van de favorieten aan de start stond, kwam hij al vroeg in de wedstrijd ten val, waarna zijn kansen waren verkeken. Zijn seizoen sloot hij af meet een achtste plaats in de Chrono des Nations.
Als eerstejaars belofte maakte Van der Meulen de overstap naar de opleidingsploeg van Team DSM. Namens de hoofdmacht van de ploeg reed hij vroeg in het seizoen onder meer de Volta Limburg Classic en de Ronde van de Alpen. In de beloftenversie van Parijs-Roubaix, gewonnen door Tijl De Decker, eindigde Van der Meulen op de zesde plaats. Later dat seizoen reed hij onder meer de Ronde van Italië voor beloften en de Ronde van de Aostavallei, zonder overwinning. In september werd bekend dat Van der Meulen in 2025 prof zou worden bij Bahrain Victorious, na eerst een jaar in hun opleidingsploeg te hebben gereden. Hoewel Van der Meulen van zins was om prof te worden bij Team dsm-firmenich PostNL, bood Bahrain Victorious hem die kans versneld aan, waardoor Van der Meulen besloot de overstap te maken.
Na zijn overstap maakte hij in Slovenië zijn debuut voor CTF Victorious, de Italiaanse opleidingsploeg van de ploeg uit Bahrein. In de GP Slovenian Istria sprintte hij met Marcin Budziński om de winst, waarin de Pool sneller bleek. In mei behaalde hij zijn eerste overwinning: in de tweede etappe van de Ronde van de Isard, een bergrit waarin de renners over de Hourquette d'Ancizan, de Col de Val-Louron-Azet en de Col de Peyresourde moesten, won hij in een sprint-à-deux van Jørgen Nordhagen.

## Overwinningen
2022
Alpenklassieker, Junioren
2e en 3e etappe Medzinárodné dni cyklistiky Dubnica nad Váhom
Eind- en bergklassement Medzinárodné dni cyklistiky Dubnica nad Váhom
3e etappe Watersley Junior Challenge
Eind- en bergklassement Watersley Junior Challenge
3e etappe Aubel-Thimister-Stavelot
3e etappe Ronde van de DMZ
Eindklassement Ronde van de DMZ
2024
2e etappe Ronde van de Isard
Puntenklassement Ronde van de Isard

## Resultaten in voornaamste wedstrijden
|      | \| Jaar \| Strade Bianche \| \| ---- \| -------------- \| \| 2025 \| opgave \| |
| Jaar | Strade Bianche                                                                 |
| 2025 | opgave                                                                         |

## Ploegen
- 2023 –  Development Team dsm-firmenich[a]
- 2024 –  CTF Victorious
- 2024 –  Bahrain Victorious (stagiair vanaf 1 augustus)
- 2025 –  Bahrain Victorious

Arashiro · Arndt · Bauhaus · Bilbao · Bruttomesso · Buitrago · Buratti · Caruso · Govekar · Gradek · Haig · Kepplinger · Madan · Miholjević · Mohorič · Pasqualon · Pickering · Poels · Price-Pejtersen · Rajović · Scott · Stannard (vanaf 19/8) · Sütterlin · Tiberi · Træen · Tu · Wiśniowski (vanaf 1/3) · Wright · Zambanini · Skerl (stagiair) · van der Meulen (stagiair) · Van Mechelen (stagiair)
Arndt · Bauhaus · Bilbao · Bruttomesso · Buitrago · Buratti · Caruso · Ermakov · Eržen · Eulálio · Govekar · Gradek · Haig · Kepplinger · Martinez · Miholjević · Mohorič · Paasschens · Pasqualon · Pickering · Skerl · Stannard · Stockwell · Tiberi · Træen · Tu · van der Meulen · Van Mechelen · Wright · Zambanini